# Sophie Gallwitz
Sophie Dorothee Gallwitz, auch Sophie D. Gallwitz, (* 30. März 1873 in Wernigerode; † 30. Dezember 1948 in Quelkhorn) war eine deutsche Schriftstellerin.

## Biografie
Gallwitz war die Tochter des Pastors Karl Gallwitz (1828–1879) und seiner Frau Marie. Sie besuchte die Höhere Töchterschule. 1888 zog sie nach dem Tod ihrer Mutter nach Braunschweig. Sie hat sich danach in München zur Opernsängerin ausbilden lassen. 1898 trat sie am Theater Koblenz auf und 1899 in Dresden.
Seit 1900 lebte sie in Bremen und war 1901/02 als Solistin am Theater Bremen engagiert. Sie gab 1902 ihren Beruf als Sängerin auf und war als Autorin und Journalistin tätig. Als  Musikkritikerin erwarb sie sich bald einen Namen. 1904 erläuterte sie in der Zeitschrift Die Frau – Monatszeitschrift für das gesamte Frauenleben unserer Zeit ihr Selbstverständnis als Rezensentin. Ihr schriftstellerisches Talent zeigte sich in ihren drei Büchern zur Geschichte Bremens. Das Werk wurde wegen Ungenauigkeiten kritisiert, auch wenn es ihr gelang, die bremische Geschichte anschaulich und ansprechend darzustellen. Im Bremer Tageblatt veröffentlichte sie zahlreiche Artikel über Frauenrechte und kritisierte das konventionelle Mädchenbild. 1908 zog sie mit ihrer Lebensgefährtin, der jüdischen Musikpädagogin Margarethe Wolff in eine gemeinsame Wohnung (Am Wall 163) ein. Die Beziehung hielt bis zu ihrem Lebensende und überstand auch die Gefährdung der Nazizeit.
Sie war auf Betreiben von Alfred Faust, damals Reklamechef von Kaffee Hag, Herausgeberin der von Ludwig Roselius gegründeten Kulturzeitschrift Die Güldenkammer, die von 1910 bis 1916 in Bremen erschien. Paula Modersohn-Becker wurde auch durch sie bekannt mit Artikeln in ihrer Zeitschrift und der Zeitung der Frauenbewegung Die Frau sowie 1915/17 mit dem Werk Eine Künstlerin Briefe und Tagebuchblätter von Paula Modersohn-Becker. Sie pflegte engen Kontakt zur Künstlerkolonie Worpswede. 1922 gab sie die Jubiläumsschrift Dreißig Jahr Worpswede. Künstler, Geist, Werden heraus. Das  romantisierende Werk verkannte aber die Auswirkungen der Novemberrevolution von 1918.
Als Kulturjournalistin war Gallwitz eine Kennerin musikalischer und literarischer Werke. Sie schrieb auch im Bremer Tageblatt und in den Bremer Nachrichten (u. a. Frauen in Bremens Kultur in älterer und neuerer Zeit) sowie in den 1919 von Wilhelm und Wera Tidemann gegründeten Literarischen Privatkursen, aus denen 1924 die Neue Vortragsgesellschaft hervorging.
Durch ihr umfangreiches literarisches Schaffen wurde sie bedeutend in der Bremer Frauenbewegung. Die Zeitschrift Die Frau druckte zwischen 1904 und 1941 um die 40 Artikel von ihr, zur Emanzipation der Frau als Beschreibungen, Kritik und Anregungen. In der Zeit des Nationalsozialismus kritisierte sie die Rolle der Frau in dieser Zeit. Durch die Zerstörung ihrer Wohnung Am Wall im Zweiten Weltkrieg verlor sie ihre wertvolle Bibliothek. Sie lebte nun in Quelkhorn in der Nähe von Fischerhude in einem offenen Haus der geistigen Begegnung. Das Haus besaß sie gemeinsam mit ihrer Lebensgefährtin Margarethe Wolff. Ihr Grabstein steht auf dem Quelkhorner Friedhof als Kulturdenkmal.

## Ehrung
- Die Sophie Gallwitz-Straße in Bremen - Obervieland wurde nach ihr benannt.

## Werke
- Paula Modersohn-Becker. Briefe und Tagebuchblätter. Deutsche Hausbücherei oder Kestner-Gesellschaft, Hannover 1917.
- Magda Koll's Plakatkunst. In: Das Plakat, Jg. 8 (1917), Heft 5/6, S. 273–276 (Digitalisat).
- Dreißig Jahr Worpswede. Künstler, Geist, Werden. Angelsachsen-Verlag, Bremen 1922 [Nachdruck Nabu-Press. ISBN 9781149349960].
- Der alte Baron. Friesen-Verlag, Bremen 1924
- Der neue Dichter und die Frau. F.A. Herbig Verlagsbuchhandlung, Berlin 1927.
- Die bremische Pädagogin Betty Gleim – 1781–1827. In: Bremer Nachrichten vom 13. Dezember 1931.
- Das Schicksal ruft. Ein Lebensbild Cosima Wagners. Eichblatt, Leipzig 1938
- Das Theater. Phasen in der Gestalt der Schauspielerin, in Emmy Wolff, Hg.: Frauengenerationen in Bildern. Herbig, Berlin 1928, S. 103–107.